# العربي سعدوني
الشيخ محمد العربي سعدوني، (ولد سنة 1342هـ/7 ديسمبر 1923م بسيدي إبراهيم بلدية البيبان ولاية برج بوعريريج - توفي سنة 1413هـ/23 مارس 1992م) من أعلام الجزائر، كان مديرا في بعض مدارس جمعية العلماء المسلمين الجزائريين قبل الاستقلال وعين وزيرا للأوقاف سنة 1965.
درس في الجامع الأخضر بمدينة قسنطينة سنة 1364 للهجرة - 1945م.
ثم انتقل إلى تونس سنة 1365هـ-1946م ودرس في جامع الزيتونة والمعهد الخلدوني.
شارك في العديد من نشاط لجنة صوت الطالب بجامع الزيتونة.
رجع إلى الجزائر وعين مديرا في بعض مدارس جمعية العلماء المسلمين الجزائريين.
وبعد اندلاع الثورة التحريرية الكبرى سنة 1374هـ-1954م انضم إلى جبهة التحرير الوطني وكلف بمسؤولية البريد والاتصال وتوجيه الفدائيين.
ثم التحق بجيش التحرير الوطني وعبر الخط المكهرب ودخل تونس سنة 1379هـ-1960م.
وبعد خروج فرنسا من الجزائر سنة 1382هـ-1962م رجع إلى الجزائر وعمل في التعليم والصحافة.
عين وزيرا للشؤون الدينية والأوقاف سنة 1384هـ-1965م.
أشرف على إنشاء المجلس الإسلامي الأعلى وتأسيس المعاهد الإسلامية وتنظيم ملتقيات الفكر الإسلامي.
وكان سفير الجزائر في سوريا.
توفي سنة 1413هـ-23 مارس 1992م.